# Порудна
Порудна (урочище Глухий Яр) — річка  в Україні, у Козятинському  районі Вінницької області, права притока  Десни (басейн Південного Бугу).

## Опис
Довжина річки 6 км, площа басейну - 15,1 км². Формується з багатьох безіменних струмків та водойм.  

## Розташування
Бере  початок у селі Флоріанівка. Тече переважно на південний схід і біля Михайлина впадає у річку Десну, ліву притоку Південного Бугу за 75 км. від її гирла.